# James Welch
James Welch (18 de novembre de 1940 – 4 d'agost de 2003), qui va créixer en la cultura dels seus pares blackfoot i a'aninin, fou un novel·lista i poeta amerindi premiat, considerat un dels autors fundadores del moviment conegut com a Renaixença ameríndia. La seva novel·la Fools Crow (1986) va rebre nombrosos premis literaris nacionals.
El 1997 Welch va rebre el Premi a la Trajectòria del Cercle d'Escriptors Nadius d'Amèrica.

## Biografia
James Welch va néixer a Browning, Montana el 18 de novembre de 1940. El seu pare era membre de la tribu Blackfoot i la seva mare era membre de la tribu atsina; ambdós tenien ascendència irlandesa però fou educat en la cultura ameríndia. Quan era nen, Welch va assistir a escoles a les reserves Blackfoot i Fort Belknap.
Quan a la universitat, Welch va assistir a la Universitat de Montana, on va estudiar amb el poeta Richard Hugo i va començar la seva carrera d'escriptor, publicant poesia i ficció. També hi va ensenyar, i les seves novel·les establiren el seu lloc en el moviment literari conegut com a renaixença ameríndia. Welch també va assistir breument al Northern Montana College (ara conegut com a Montana State University-Northern), i ensenyà anglès i escriptura a la Universitat de Washington i a Cornell University.
A més de les seves novel·les, Welch va co-escriure amb Paul Stekler el guió del documental Last Stand a Little Bighorn, guanyador del Premi Emmy American Experience i que fou televisat a la PBS. Plegats van escriure també la història, Killing Custer: The Battle of Little Bighorn and the Fate of the Plains Indians (1994).
Welch formà part del Consell de Direcció de la Biblioteca Newberry del D'Arcy McNickle Center.
Més enllà de la seva obra literària, Welch va servir a la Junta de Llibertat Condicional dels Sistemes Penitenciaris de Montana, revisant els registres de detinguts per determinar si les seves sentències es poden escurçar.
Welch va morir a casa seva a Missoula, Montana en 2003.

## Reconeixement
- American Book Award, Los Angeles Times Book Prize i el Pacific Northwest Book Award. Fools Crow (1986)[2]
- Premi Emmy. Last Stand at Little Bighorn. Documental.
- Premi a la Trajectòria del Cercle d'Escriptors Nadius d'Amèrica (1997)[9]
- Chevalier de l'Ordre des Arts et des Lettres del Ministeri de Cultura de França (2000)[1]

## Publicacions
Novel·les
- Winter in the Blood (1974)
- The Death of Jim Loney (1979)
- Fools Crow (1986)
- The Indian Lawyer (1990)
- The Heartsong of Charging Elk (2000)

No ficció
- Killing Custer: The Battle of Little Bighorn and the Fate of the Plains Indians (1994)

Poesia
- Riding the Earthboy 40 (1971 rpt. 1975)
- Last Stand at Little Bighorn
- Christmas Comes to Moccasin Flat